# 하이디 몬태그
하이디 몬태그(Heidi Montag, 1986년 9월 15일~)는 미국의 가수, 방송인이다.